# 冈田春夫
冈田春夫（日语：岡田春夫，1914年6月14日—1991年11月6日）幼名穣，日本的政治家。曾担任日本众议院副院长，第二次世界大战之后，他加入了日本社会党安全保障问题代表。

## 生平
1914年，冈田春夫出生在大日本帝国北海道美唄市。父亲冈田春夫一世，也是政治家。
1937年，冈田春夫从小樽高等商业学校（今小樽商科大学）毕业，旋即入选了北海道议会的议员。
1946年，冈田春夫在第22届众议院议员选举里当选议员。
1948年，冈田春夫被芦田内阁从日本社会党开除，之后和黑田寿男组建了“劳动者农民党”。
1960年，冈田春夫和石桥政嗣、飞鸟田一雄成立了“安保7人众”。
晚年，冈田春夫致力于中日友好事业，1991年11月6日，冈田春夫去世，享年77岁。